# Hystrix (roedor)
Hystrix é um gênero roedor da família Hystricidae. Está presente na Ásia, África e Europa.

## Espécies
- Subgênero Acanthion F. Cuvier, 1823
  - Hystrix brachyura Linnaeus, 1758
  - Hystrix javanica (F. Cuvier, 1823)
- Subgênero Hystrix Linnaeus, 1758
  - Hystrix africaeaustralis Peters, 1852
  - Hystrix cristata Linnaeus, 1758
  - Hystrix indica Kerr, 1792
- Subgênero Thecurus Lyon, 1907
  - Hystrix crassispinis (Günther, 1877)
  - Hystrix pumila (Günther, 1879)
  - Hystrix sumatrae (Lyon, 1907)